# Centrum för Näringslivshistoria
Centrum för Näringslivshistoria (CfN) bevarar och förmedlar kunskap om svensk näringslivhistoria. Verksamheten utgår från den ideella föreningen Föreningen Centrum för Näringslivshistoria med företag och enskilda som medlemmar. Den kommersiella verksamheten, i form av arkivtjänster och redaktionella tjänster, utförs av det helägda dotterbolaget Centrum för Näringslivshistoria AB. Verksamheten omfattar arkivdepåer i Bromma och Uppsala, servicetjänst för forskare och allmänhet, bibliotek, utbildningsservice för skolan och bokutgivning. Sammantaget har CfN över 85 000 arkivhyllmeter företagsmaterial från mitten av 1700-talet och framåt. Man erbjuder även e-arkivlösningar för digitalt material. 
Sedan 2019 delar Centrum för Näringslivshistoria ut Näringslivhistoriska priset.. Priset är en utmärkelse som går till den eller de som gjort bestående insatser för att lyfta svensk näringslivshistoria och därigenom visat på de svenska företagens bidrag till det gemensamma samhällsbygget.

## Historia
Centrum för Näringslivshistoria (CfN) grundades 1974 som Föreningen Stockholms företagsminnen, med förläggaren Georg Svensson som första ordförande. Verksamheten bedrevs då i Stockholms stadsarkivs lokaler. 1979 flyttas arkivet till Västmannagatan 52 i Vasastan i separata lokaler, och 1991 vidare till Södra Hammarbyhamnen. Sex år senare fick arkivet sin nuvarande placering i Ulvsunda. I samband med Stockholms kulturhuvudstadsår 1998 färdigställs en interaktiv historisk skildring om Södermalm vilken blev början på arbetet med historiska webbsajter. Vid en nyorganisation 2005/2006 bytte organisationen till sitt nuvarande namn, medan Föreningen Stockholms företagsminnen skiftade inriktning till regional verksamhet.

## Verksamhetsgrenar

### Arkiv och bibliotek
I de separata enligt Riksarkivets normer skyddade och klimatsäkrade arkivlokalerna finns över 7000 företags arkiv med material och handlingar med dokument, ritningar, fotografier, filmer, designskisser, föremål och reklamprodukter. Särskilt känsligt material förvaras i ett speciellt klimatarkiv. Arkiven är dels från institutioner, organisationer och företag som upphört (dessa hanteras av systerorganisationen Stockholms företagsminnen), dels från nu aktiva ägare, från KF och JM till Swedbank och Svenskt Näringsliv. Företag som deponerar material äger detta, vilket medför att utomstående begär tillstånd för att få studera materialet. Till de större samlingarna hör förlagsarkiven från bl.a. Bonniers, Natur & Kultur och Norstedts, bland de äldsta finns material från mitten av 1700-talet från Stockholms Brandkontor. Sedan 2007 ingår ett designarkiv som en särskild enhet. 
I anslutning till arkivet finns ett näringshistoriskt forskningsbibliotek med bland annat företagsmonografier och personbiografier, åtkomliga i en forskarsal. 
Från och med 2020 driver Centrum för Näringslivshistoria även verksamhet i Uppsala län, i samarbete med Föreningen företagens historia i Uppsala län.
I och med att allt mer företagsmaterial endast är digitalt har sedan 2010 ett särskilt digitalt arkiv utvecklats, där digitalt material från företagens arbete kan säkras för eftervärlden, däribland webbsajter.
För att öka tillgängligheten får den som deponerar hjälp med att sortera och katalogisera insänt material, och en särskild avdelning har till uppgift att söka och göra material tillgängligt för den som deponerat, för forskare och media och för allmänheten.

### Pedagogisk verksamhet
Centrum för Näringslivshistorias verksamhet inbegriper även att göra ett näringslivshistoriskt perspektiv tillgängligt för skolbruk. En del i detta är sajten Företagskällan, med utbildnings- och lektionsmaterial om företagsanknuten svensk historia.

### Forskningssekretariat
I Centrum finns ett särskilt forskningssekretariat, som bedriver och samordnar huvudsakligen externt finansierade näringslivshistoriskt inriktade forskningsprojekt. Ett exempel är det om svenska företagares och företags verksamhet i Ryssland före 1917 och förekomsten av svenskrelaterat material i ryska arkiv, ett annat om utvecklingen av kollektivavtal inom handelns område, ett tredje studier av kvinnligt företagande i Sverige i tidigmodern och modern tid. Projekten ger grund för seminarier och näringslivshistorisk utgivning, och i vissa fall till särskilt uppbyggda webbsajter, som exempelvis den om familjen Nobel och den Nobelägda ryska koncernen Branobel.
2021 blev Centrum för Näringslivshistoria utsett till Årets arkiv för sitt initiativ att dokumentera coronapandemins effekter på det svenska näringslivet.

### Seminarier
Bland annat för att föra ut forskningsresultat ordnas seminarier, antingen med Centrum som ensam arrangör, eller med t ex Vitterhetsakademien, Ekonomiska museet (tidigare Kungl Myntkabinettet) eller andra parter som medarrangörer. Den årligen återkommande History Marketing Summit-dagen är inriktad mot att aktualisera behovet av arkiv gentemot organisationer och företag. ”History marketing” är uttrycket som används för företags aktiva och affärsdrivande historiebruk; strategin har formulerats först av den tyske historikern Alexander Schug (se nedan under Litteratur).

### Särskilda webbprojekt
Centrum för näringslivshistoria har för egen och externa uppdragsgivares räkning utvecklat webbsajter, som exempelvis för Ericsson, Ica, Systembolaget och HSB.

### Förlag
Centrum för Näringslivshistoria och dess föregångare Föreningen Stockholms Företagsminnen har totalt fram till hösten 2021 givit ut cirka 95 titlar. Utgivningen sker sedan år 2016 genom Förlaget Näringslivshistoria. En central del i utgivningen är företags- och företagarmonografier, till exempel om Vin och sprit, Svenska spel och LKAB respektive Curt Nicolin, Sofia Gumaelius och Herbert Felix. Även allmänna ekonomihistoriska verk ingår i utgivningen.

### Tidskrift
Sedan 1997 ges tidskriften Företagsminnen – från 2014 Företagshistoria – ut, nu med fyra nummer per år.

## Nuvarande lokaler
Centrum för Näringslivshistoria har år 2021 omkring 29 anställda och är lokaliserat till Grindstuvägen 48-50 i Ulvsunda, väster om Stockholms centrum.

## Ledning
Centrum för Näringslivshistorias styrelseordförande är Malin Alfredsson, familjeföretagare och VD för Cellwoodgruppen. VD sedan maj 2025 är Anders Sjöman.

## Nätverk
Centrum för Näringslivshistoria är medlem i den internationella arkivorganisationen International Council on Archives´ och dess sektion för näringslivsarkiv, Section on Business Archives (SBA). Det finns även en svensk vänförening.

## Kända företrädare
- Alexander Husebye, tidigare vd, i pension sedan maj 2025
- Anders Sjöman, nuvarande vd

Anknutna forskare eller skribenter:
- Ingrid Giertz-Mårtenson, modeforskare, styrelseledamot
- Edward Blom, tidigare arkivarie, författare
- Hans De Geer, tidigare associerad forskare, professor
- Rolf Åbjörnsson, advokat, tidigare styrelseordförande
- Anders Johnson, författare i förlagets utgivning
- Bengt Jangfeldt, professor, associerad forskare
- Martin Kragh, biträdande chef för Centrum för Östeuropastudier vid Utrikespolitiska institutet och docent vid Institutet för Rysslands- och Eurasienstudier vid Uppsala universitet. Associerad forskare, författare

## Bildgalleri

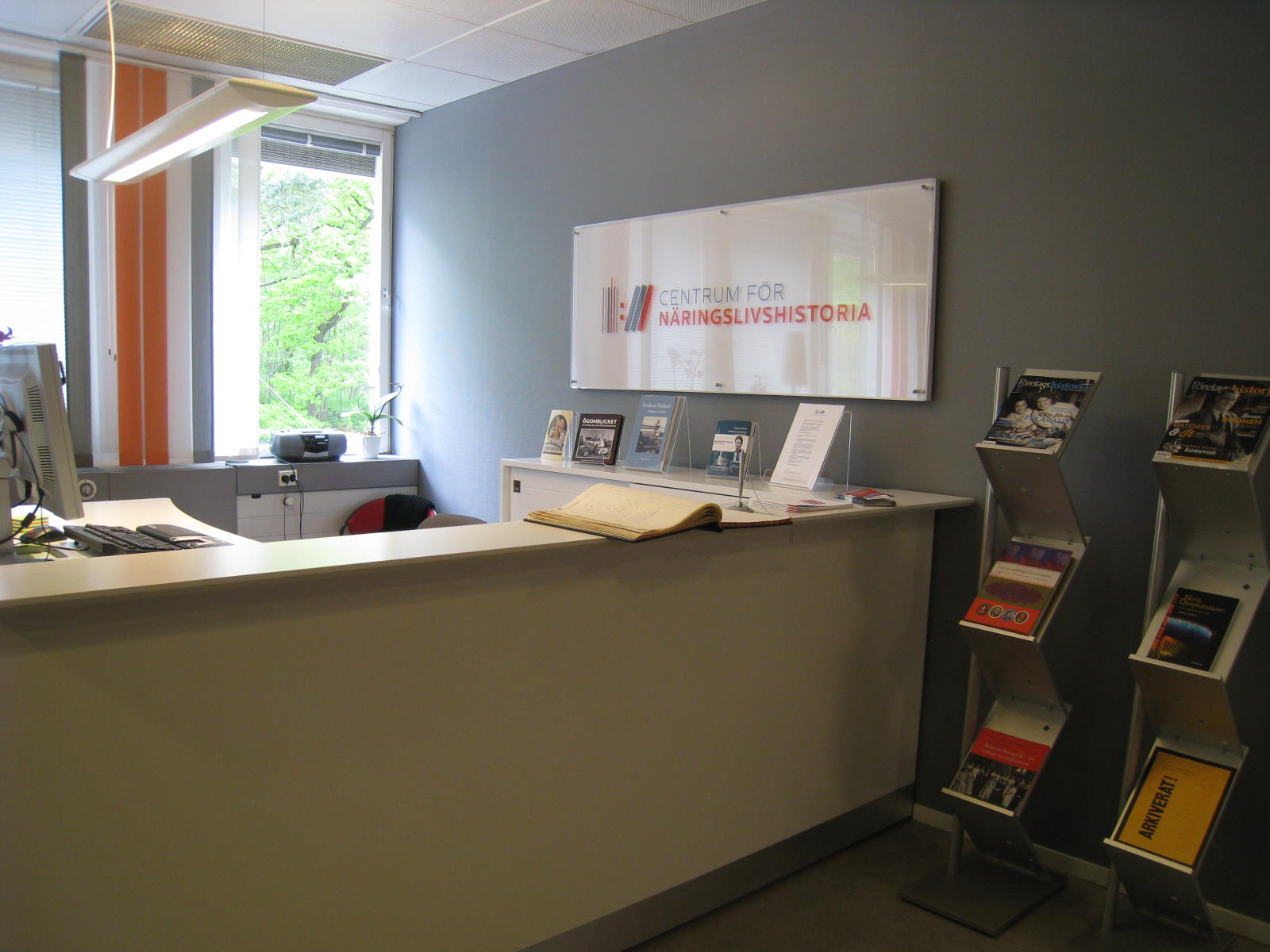
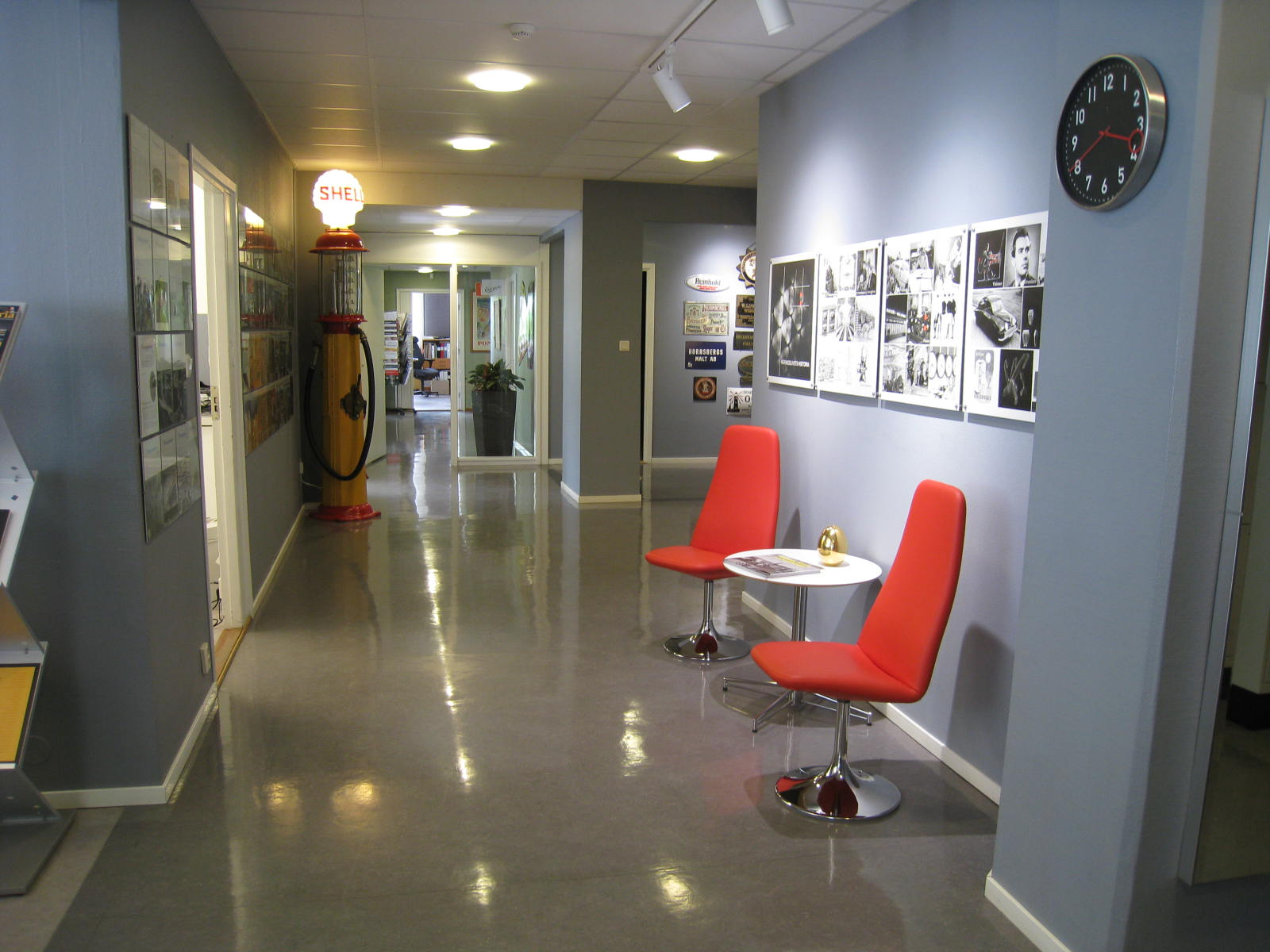
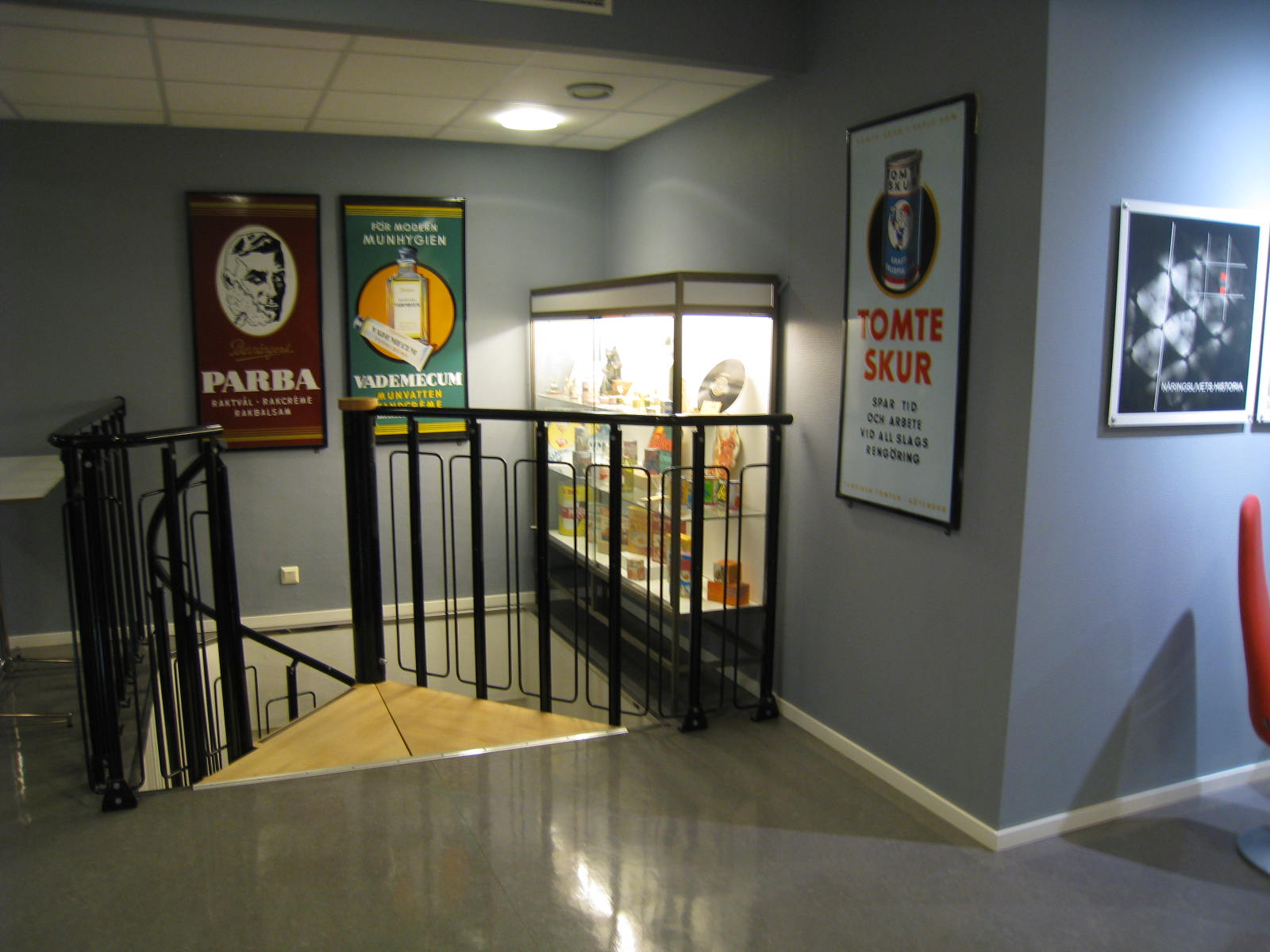
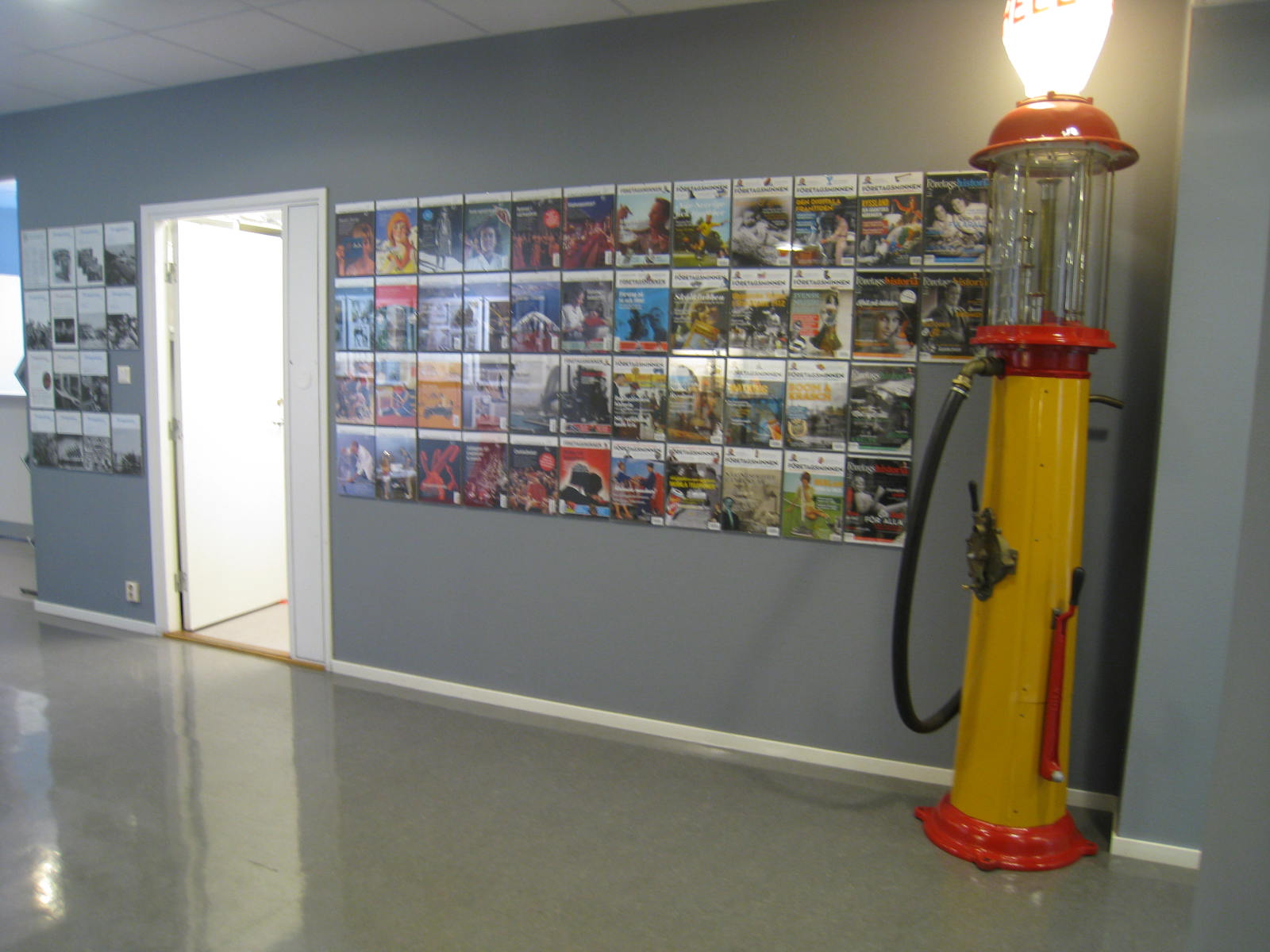
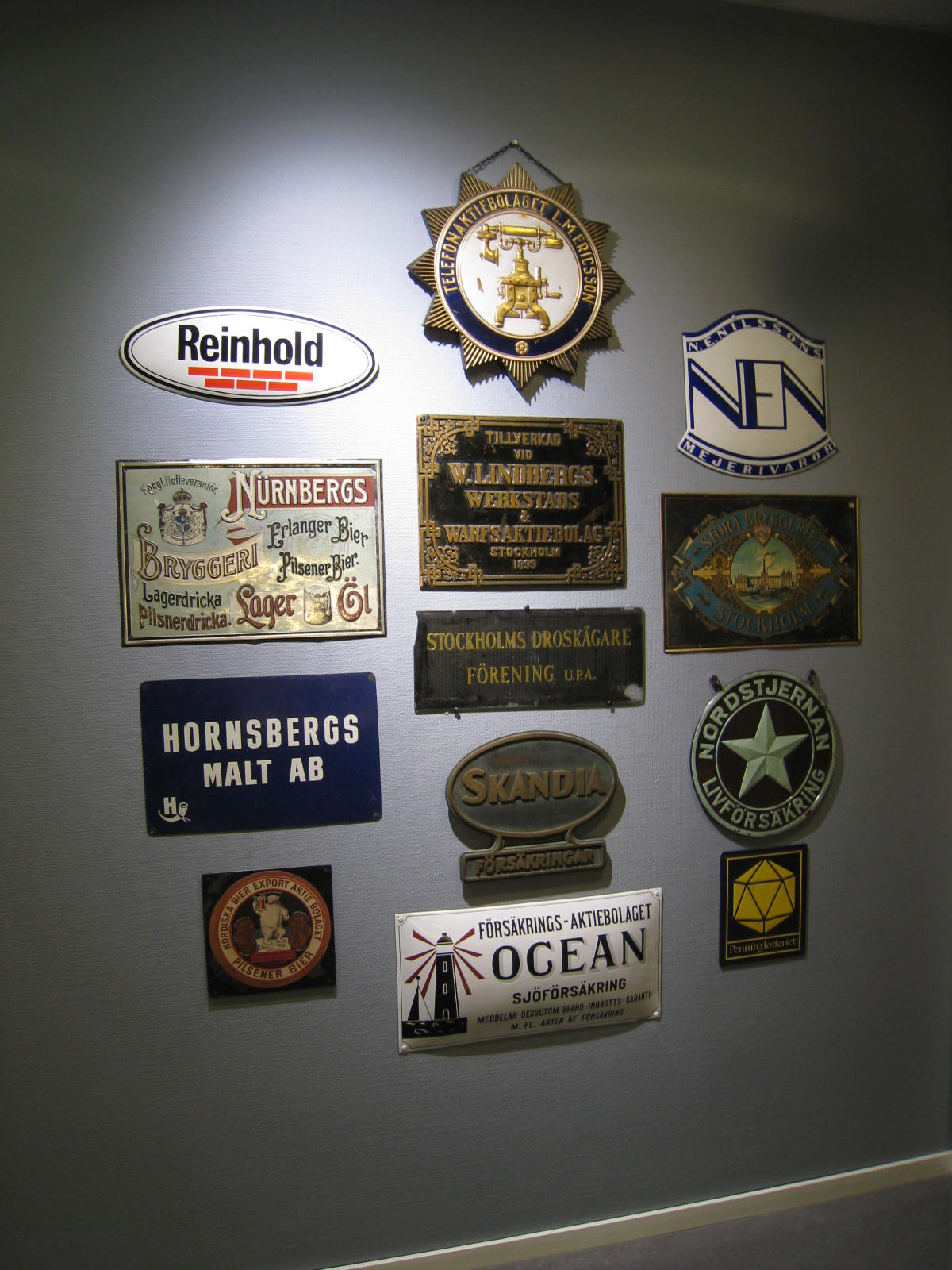